# Campionato del mondo di Fischer Random 2019
Il Campionato del mondo di Fischer Random 2019 è stata la prima edizione ufficiale riconosciuta dalla FIDE del campionato mondiale dedicato alla variante scacchistica degli scacchi960. La competizione si è svolta dal 27 ottobre al 2 novembre 2019 ed è stata vinta dallo statunitense Wesley So.
Dopo un processo di selezione composto da partite online giocate sul server chess.com, si è giunti a quarti di finale. Erano previste 4 partite a cadenza 45 minuti per 40 mosse poi 15 minuti per il resto della partita (valevoli 3 punti per la vittoria e 1,5 per la patta), poi 4 a cadenza 15 minuti, 2 secondi di incremento a mossa da mossa 1 (2 punti per la vittoria), e infine 4 a 3 minuti, 2 secondi di incremento a mossa da mossa 1 (1 punto per la vittoria).

## Risultati

### Prima giornata
| Pëtr Svidler      | 5 | 7 | Fabiano Caruana        |
| Wesley So         | 3 | 9 | Hikaru Nakamura        |
| Vladimir Fedoseev | 8 | 4 | Santosh Gujrathi Vidit |
| Alireza Firouzja  | 6 | 7 | Jan Nepomnjaščij       |

### Seconda giornata (ripescaggio)
| Santosh Gujrathi Vidit | 4½ | 7½ | Alireza Firouzja |
| Wesley So              | 6½ | 5½ | Pëtr Svidler     |

### Terza giornata
| Vladimir Fedoseev | 5  | 7  | Wesley So        |
| Hikaru Nakamura   | 1½ | 6½ | Fabiano Caruana  |
| Jan Nepomnjaščij  | 6½ | 3½ | Alireza Firouzja |

Magnus Carlsen, come Campione del Mondo di scacchi classici in carica e come vincitore dell'evento ufficioso del 2018, è entrato nella competizione direttamente nelle semifinali, giocate in Norvegia a Høvikodden, ove ha battuto Fabiano Caruana per 12½ a 7½. Nelle stesse, Wesley So ha battuto Jan Nepomnjaščij per 13 a 5.
La finale, giocata a Bærum, ha visto prevalere Wesley So su Magnus Carlsen con il punteggio di 13½ a 2½. Nella "finalina" per il terzo posto, Jan Nepomnjaščij si è imposto su Fabiano Caruana per 12½ a 5½.